# École internationale supérieure d'études avancées
L'École internationale supérieure d'études avancées (en italien, Scuola Internazionale Superiore di Studi Avanzati,, souvent abrégé en SISSA) est une université italienne située à Trieste.
Cette école supérieure travaille notamment en partenariat avec l'observatoire astronomique de Trieste.
Sa devise est : ...ma per seguir virtute e conoscenza (...mais pour suivre vertu et connaissance) ; extrait de la Divine Comédie, Enfer, Chant XXVI, de Dante.